# Atsushi Tsuji
Atsushi Tsuji (辻篤志?, Tsuji Atsushi; 30 ottobre 1986) è un giocatore di football americano giapponese, che gioca come defensive back per i Panasonic Impulse.